# Sablet
Sablet è un comune francese di 1 433 abitanti situato nel dipartimento della Vaucluse della regione della Provenza-Alpi-Costa Azzurra.

## Storia

### Simboli
Lo stemma comunale è stato adottato il 4 gennaio 1983.

## Società

### Evoluzione demografica
Abitanti censiti